# 瓦尼 (科多尔省)
瓦尼（法語：Oigny，法語發音：[waɲi]）是法国科多尔省的一个市镇，位于该省北部，属于蒙巴尔区。

## 地理
瓦尼（47°34'34"N, 4°42'57"E）面积14.84 平方千米，位于法国勃艮第-弗朗什-孔泰大區科多尔省，该省份为法国中东部省份，北起奥布省，西接涅夫勒省和约讷省，南至索恩-卢瓦尔省，东南接汝拉省，东临上索恩省，东北部与上马恩省接壤。
与瓦尼接壤的市镇（或旧市镇、城区）包括：普瓦瑟勒拉格朗日、比利莱尚索、普瓦瑟勒城和拉佩里耶尔、埃塔朗特、奥雷。

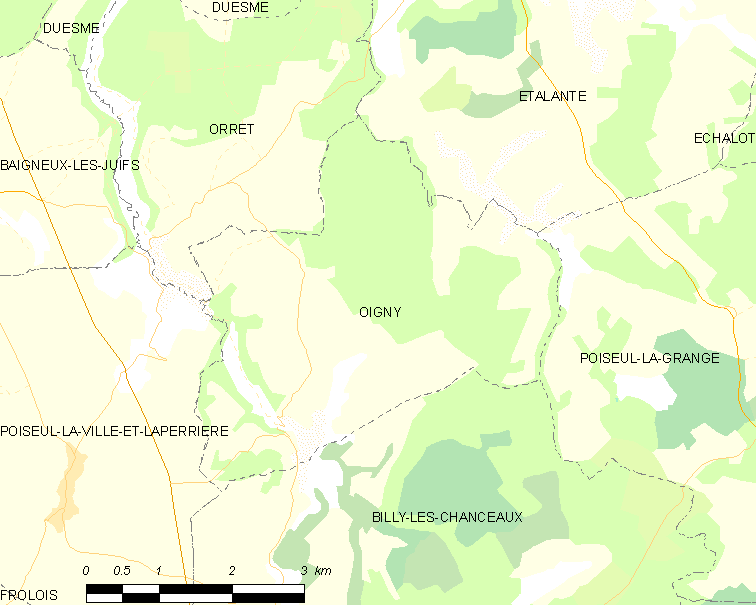
的OSM定位图

瓦尼的时区为UTC+01:00、UTC+02:00（夏令时）。

## 行政
瓦尼的邮政编码为21450，INSEE市镇编码为21466。

## 政治
瓦尼所属的省级选区为塞纳河畔沙蒂永县。

## 人口

1962-2008年间人口变化图示

瓦尼于2022年1月1日时的人口数量为40人。